# 1719년
1719년은 일요일로 시작하는 평년이다.

## 연호
- 청(淸) 강희(康熙) 58년
- 일본(日本) 교호(享保) 4년
- 후 레 왕조(後黎朝) 빈틴(永盛) 15년

## 기년
- 류큐(琉球) 쇼케이왕(尚敬王) 7년
- 청(淸) 성조 강희제(聖祖 康熙帝) 58년
- 조선(朝鮮) 숙종(肅宗) 45년
- 후 레 왕조(後黎朝) 유종(裕宗) 15년

## 사건
- 1월 23일 - 리히텐슈타인 공국이 신성 로마 제국 관할로 건국되었다.

## 탄생
- 3월 24일 - 조선의 왕세자 진종. (~1728년)
- 11월 14일 - 오스트리아의 작곡가 레오폴트 모차르트. (~1787년)

## 사망
- 11월 8일 - 프랑스의 수학자 미셸 롤. (1652년~)